# Carlos Berna
Carlos Berna (Carepa, 21 de enero de 1990) es un halterófilo colombiano que ha sido medallista centroamericano y del Caribe en Mayagüez 2010. Participó en los Juegos Olímpicos de 2012 terminando en la séptima posición de la categoría de 56 kg.